# Лопатинская, Лидия Николаевна
Ли́дия Никола́евна Лопа́тинская (25 декабря 1924, Автономная Молдавская ССР — 3 июля 2015, Иваново) — советская колхозница, доярка, Герой Социалистического Труда (1966).

## Биография
Родилась 25 декабря 1924 года в селе Григоровка Валегоцуловского района Автономной Молдавской ССР Украинской ССР (ныне Ширяевского района Одесской области Украины).
Окончила среднюю школу, работала в колхозе, затем в детских яслях.
С 1958 года — доярка в колхозной ферме (колхоз «Украина»). Лидия Николаевна достигла лучших надоев молока не только в районе и области, но и во всей республике.
Указом Президиума Верховного Совета СССР от 22 марта 1966 года Лидии Николаевне Лопатинской было присвоено звание Героя Социалистического Труда с вручением ордена Ленина и золотой медали «Серп и Молот».
Избиралась депутатом Верховного совета Украинской ССР. В 1993 году переехала с дочерью в город Кимры Тверской области Российской Федерации.
22 марта 2006 года в Введенском монастыре (Иваново) пострижена в монахини с именем Людмила. 17 марта 2015 года по благословению митрополита Иваново-Вознесенского и Вичугского Иосифа была пострижена в Великую схиму с наречением именем Апеллия.
Умерла 3 июля 2015 года на 91-м году жизни в Введенском монастыре.

## Награды
- Медаль «Серп и Молот» (1966)
- Орден Ленина (1966)
- другие награды